# Molinaea andronensis
Molinaea andronensis là một loài thực vật có hoa trong họ Bồ hòn. Loài này được Radlk. ex Choux mô tả khoa học đầu tiên năm 1931.